# Midelburgo
Midelburgo ou Midleburgo (Middelburg, em neerlandês) é uma cidade e município no sudoeste dos Países Baixos. Capital da província da Zelândia, encontra-se na península de Walcheren e conta com uma população de cerca de 46 600 habitantes.

## História
A história de Midelburgo tem início no princípio do século IX ou no final do século VIII. A mais antiga menção à cidade faz referência a três vilarejos fortificados ("borgs") erguidos em Walcheren (na época, uma ilha) para enfrentar incursões viquingues. Em 844, construiu-se um mosteiro no local, que continuou em uso até a Guerra dos Oitenta Anos, quando o norte dos Países Baixos ganhou a sua independência da Espanha.
Midelburgo recebeu privilégios municipais em 1217. Durante a Idade Média, tornou-se um importante centro mercantil no comércio entre a Inglaterra e as cidades de Flandres. Posteriormente, no século XVII, foi um centro de relevo para a Companhia Holandesa das Índias Orientais.
Grande parte da cidade antiga foi arrasada por bombardeios em 17 de maio de 1940, pela Luftwaffe alemã, para forçar a rendição dos exércitos neerlandeses na Zelândia. Após a guerra, procurou-se restaurar, tanto quanto possível, o centro; os arquivos municipais, porém, foram perdidos para as chamas.
Após a reconstrução, a Midelburgo moderna recuperou muito de seu caráter histórico. Grandiosas casas e armazéns mercantis dos séculos XVII e XVIII alinham-se ao longo dos canais, num estilo semelhante ao encontrado em cidades como Amsterdã. O fosso da cidade velha ainda existe, bem como um dos portões municipais, o Koepoort. Parte do fosso do século XVIII e as obras defensivas foram demolidos no século XIX para permitir a abertura de um canal que cruza o Walcheren de Flessingue a Veere. A abadia medieval é usada hoje como museu e é a sede do governo provincial.